# Спада, Пьетро
Пьетро Спада (итал. Pietro Spada; 29 июля 1935, Рим — 31 декабря 2022) — итальянский пианист и музыковед
. Правнук либреттиста Якопо Ферретти.

## Биография
Начал заниматься музыкой в 12 лет под руководством Вито Карневале. В 1956 г. окончил с отличием Национальную академию музыки Санта-Чечилия по классу фортепиано Тито Апреа. Неофициально много консультировался с Карло Цекки, изучал также композицию, в том числе в Миланской консерватории под руководством Джорджо Федерико Гедини.
В 1966—1970 гг. преподавал в различных консерваториях США, по возвращении в Италию также вёл педагогическую деятельность в Риме, Турине и Неаполе.
Исследовательская активность Спада лежит в области редкого клавирного репертуара XIX века: он, в частности, подготовил издания сочинений Муцио Клементи (19 компакт-дисков) и Джона Филда (6 компакт-дисков), камерной музыки известных преимущественно своими операми Джованни Паизиелло и Гаэтано Доницетти и др. Эти же имена представлены и среди записей Спада. Кроме того, им записаны четыре альбома фортепианной музыки Джованни Сгамбати, альбом фортепианных пьес Альфредо Каталани, четырёхтомный сборник полонезов и т. д.
Скончался 31 декабря 2022 года.